# 위성 항법 장치

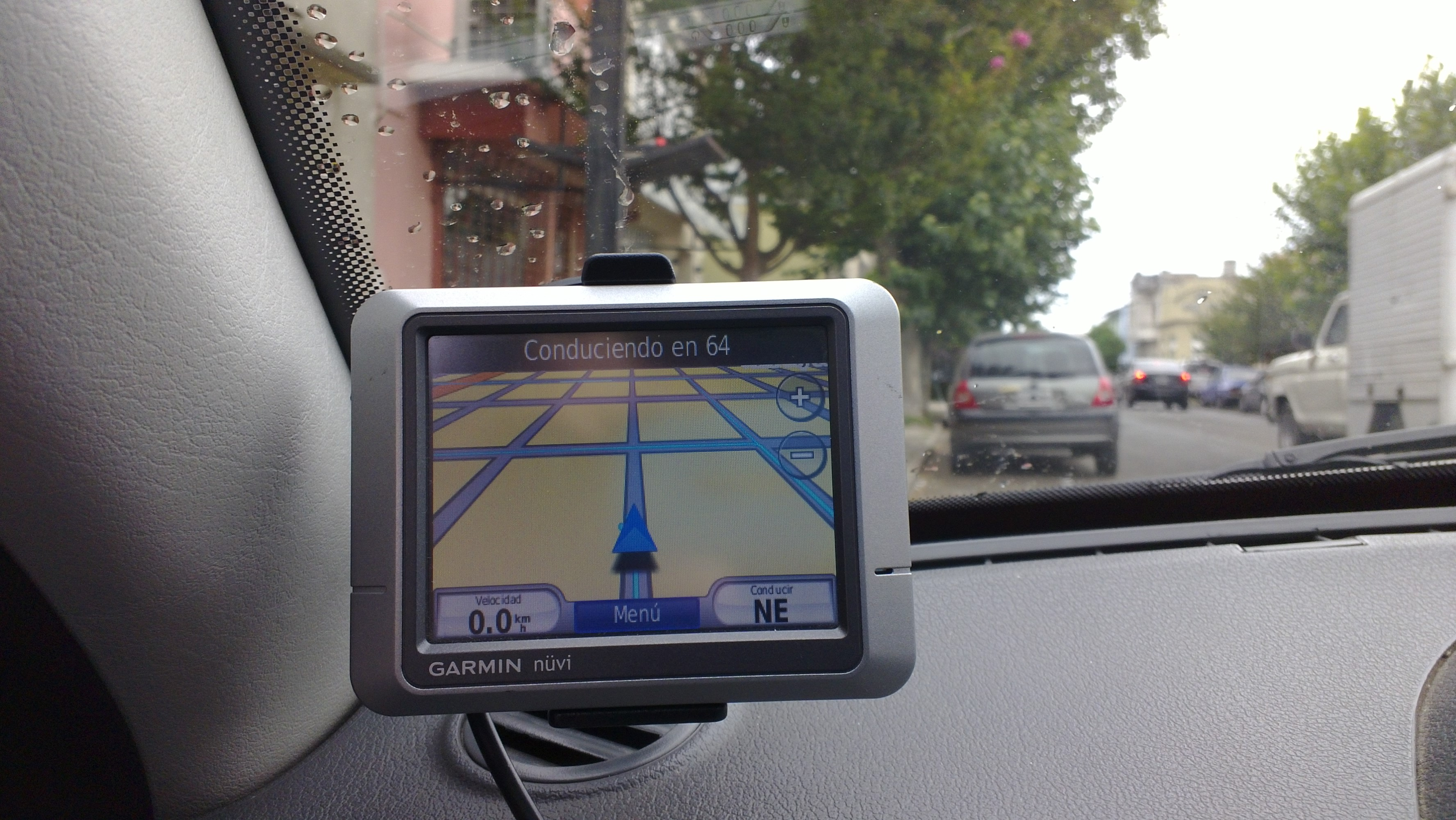
개인 정보 단말기를 이용한 차량 내비게이션

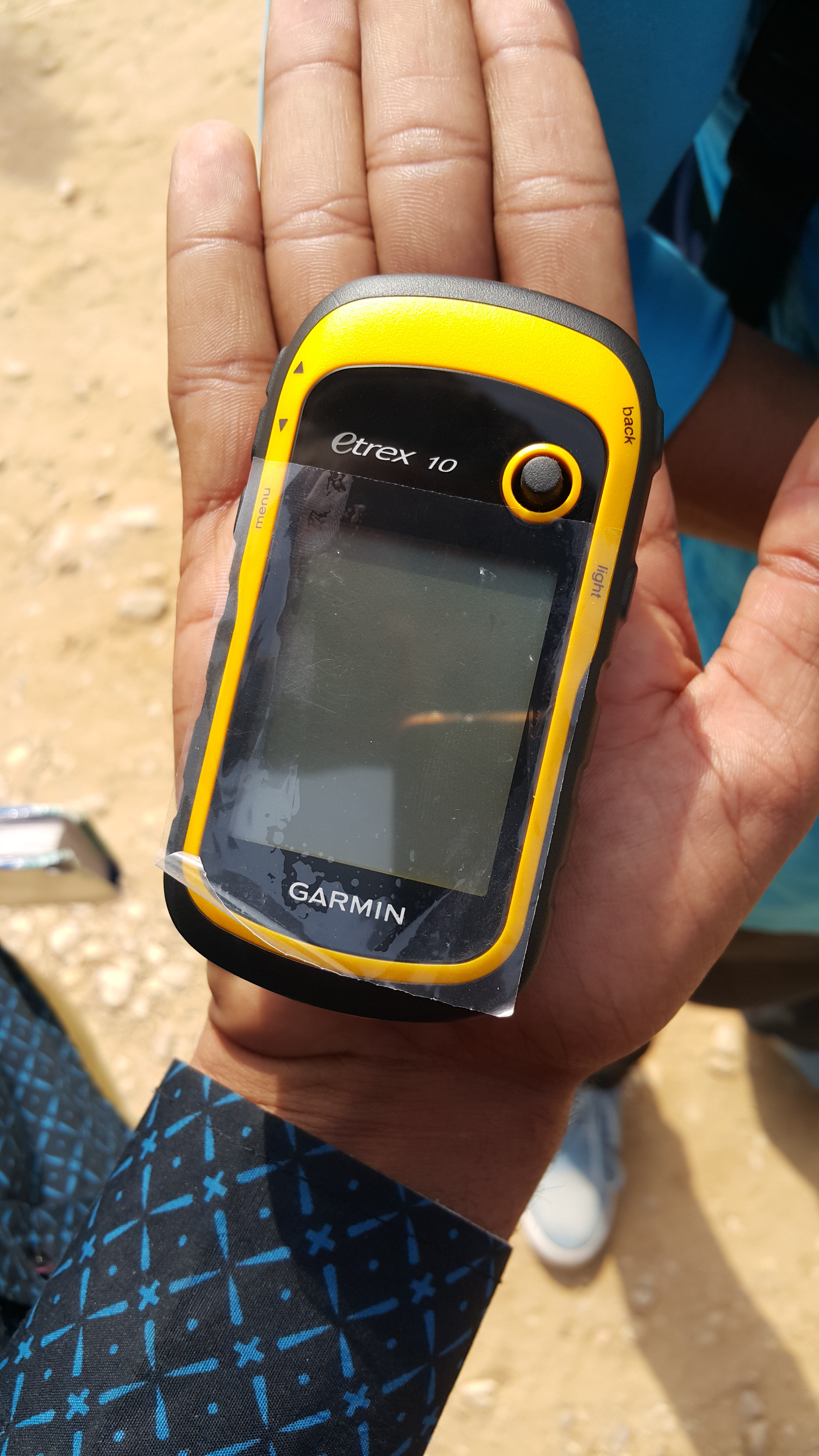
가르민 eTrex10 에디션 휴대용 장치

위성 항법 장치는 위성 내비게이션 장치(Satellite navigation device) 또는 GPS 장치라고도 불리며, GPS 또는 유사한 위성 항법 시스템(GNSS)의 위성을 사용하여 사용자의 지리 좌표를 결정한다. 또한 지도에 사용자의 위치를 표시하고 길 안내를 제공할 수도 있다(좌회전/우회전 내비게이션처럼).
2023년 기준 현재 네 가지 GNSS 시스템이 작동 중이다. 원래 미국의 GPS, 유럽 연합의 갈릴레오, 러시아의 글로나스, 그리고 중국의 베이더우 항법 위성 시스템이다. IRNSS가 뒤를 이을 것이며, 2023년 예정된 일본의 QZSS는 여러 GNSS의 정확도를 향상시킬 것이다.
위성 항법 장치는 모든 기상 조건에서 지구 표면 또는 그 근처의 어디에서든 하나 이상의 GNSS 시스템에서 위치 및 시간 정보를 검색할 수 있다. 위성 항법 수신은 네 개 이상의 GNSS 위성에 대한 방해받지 않는 시야가 필요하며, 위성 신호 조건이 좋지 않으면 영향을 받는다. 예를 들어 도시 지역과 같이 신호 조건이 매우 좋지 않은 경우, 위성 신호는 구조물에서 반사되는 다경로 전파를 보이거나 기상 조건에 의해 약화될 수 있다. 나무 캐노피나 건물, 차고, 터널과 같은 구조물 내부에서는 시야가 방해받을 수 있다. 오늘날 대부분의 독립형 위성 항법 수신기는 자동차에 사용된다. 스마트폰의 위성 항법 기능은 A-GPS 기술을 사용할 수 있는데, 이는 기지국 또는 셀 타워를 사용하여 특히 위성 신호가 약하거나 사용할 수 없을 때 더 빠른 Time to First Fix(TTFF)를 제공할 수 있다. 그러나 A-GPS 기술의 모바일 네트워크 부분은 스마트폰이 모바일 수신 네트워크 범위 밖에 있을 때는 사용할 수 없지만, 위성 항법 기능은 계속 사용할 수 있다.

## 역사
20세기 후반의 다른 많은 기술적 돌파구와 마찬가지로, 현대 GNSS 시스템은 20세기 후반의 냉전의 직접적인 결과로 합리적으로 주장될 수 있다. 미국과 러시아 프로그램의 수십억 달러에 달하는 비용은 처음에는 군사적 이익으로 정당화되었다. 대조적으로, 유럽의 갈릴레오는 순전히 민간용으로 구상되었다.
1960년, 미국 해군은 해군 항해를 돕기 위해 트랜싯 위성 기반 항법 시스템을 도입했다. 미국 해군은 1960년대 중반에 미사일과 6개의 위성, 공전하는 극을 가진 잠수함을 추적하는 실험을 수행했고 위성 변화를 관찰할 수 있었다. 1960년부터 1982년까지 이점이 드러나면서 미군은 위성 항법 기술과 위성 시스템을 지속적으로 개선하고 정교하게 만들었다. 1973년, 미군은 결국 GPS(Global Positioning System)로 알려지게 된 포괄적인 전 세계 항법 시스템을 계획하기 시작했다.

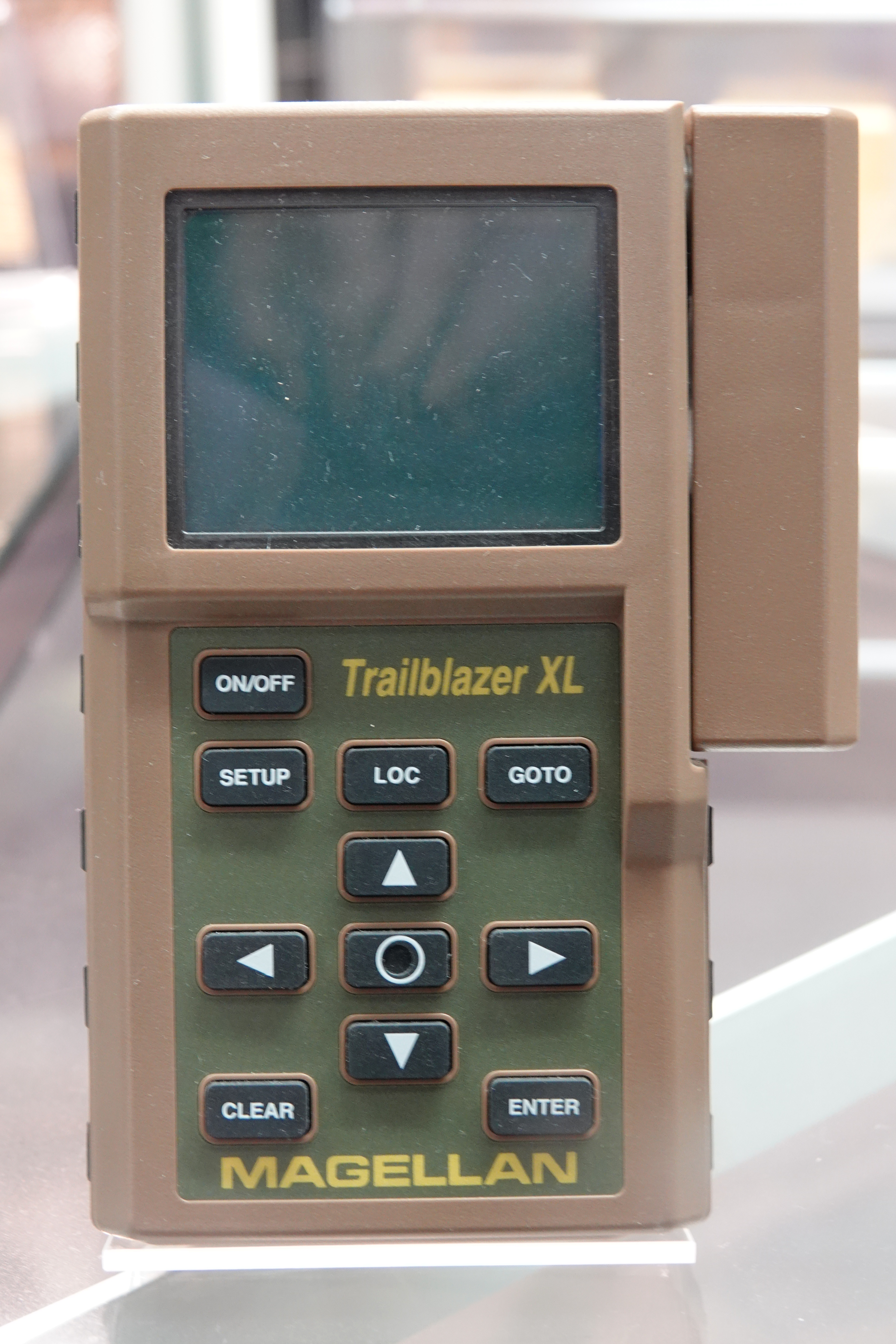
1993년 마젤란 트레일블레이저 XL GPS 휴대용 수신기

1983년, 항법 오류로 인해 소련 영공에서 격추된 대한항공 007편 격추 사건의 비극 이후, 로널드 레이건 대통령은 기존 군용 GPS 시스템의 항법 기능을 민간 이중 용도로 사용할 수 있도록 했다. 그러나 민간용은 처음에는 약간 성능이 저하된 "Selective Availability" 위치 결정 신호로만 제공되었다. 민간용으로 미국 군용 GPS 시스템이 새롭게 사용 가능해지면서 상업적 현실이 되기까지 한동안 민간 부문과의 특정 기술 협력이 필요했다.
 매크로미터 간섭 측량기는 측지 측정을 수행하기 위한 최초의 상업용 GNSS 기반 시스템이었다.
1989년, 마젤란 내비게이션 주식회사는 세계 최초의 상업용 휴대용 GPS 수신기인 마젤란 NAV 1000을 공개했다. 이 장치들은 처음에는 각각 약 2,900 미국 달러에 판매되었다.
1990년, 마쓰다의 Eunos Cosmo는 내장된 위성 항법 시스템을 갖춘 세계 최초의 양산차였다. 1991년, 미쓰비시는 미쓰비시 데보네어에 위성 항법 차량 내비게이션(MMCS: Mitsubishi Multi Communication System)을 도입했다. 1997년, 차분 GPS를 이용한 내비게이션 시스템이 토요타 프리우스에 공장 설치 옵션으로 개발되었다.
2000년, 클린턴 행정부는 군사 용도 신호 제한을 해제하여 미국 위성 항법 위성 시스템에 대한 완전한 상업적 접근을 제공했다.
GNSS 항법 시스템이 점점 더 널리 보급되고 인기를 얻으면서 이러한 시스템의 가격이 하락하기 시작했으며, 그 보급률은 꾸준히 증가했다. 가르민(1991), 베네폰(1999), 미오(2002), 톰톰(2002)과 같은 여러 추가 시스템 제조업체가 시장에 진입했다. 미택 미오 168은 내장 GPS 수신기를 포함한 최초의 포켓 PC였다. 1999년 베네폰의 시장 진입은 사용자에게 세계 최초의 전화 기반 GPS 내비게이션 시스템을 제공했다. 나중에 스마트폰 기술이 발전하면서 GPS 칩은 대부분의 스마트폰의 표준 장비가 되었다. 오늘날, 새롭게 개발된 소프트웨어 및 하드웨어 애플리케이션을 통해 점점 더 인기 있는 위성 항법 시스템과 장치들이 계속해서 확산되고 있다. 예를 들어 카메라에 통합되기도 했다.
미국의 GPS는 전 세계적으로 완전히 배치되고 상업적으로 사용 가능하게 된 최초의 범지구 위성 항법 시스템이지만, 유일한 시스템은 아니다. 군사적 및 기타 우려로 인해 러시아, 유럽 연합, 중국, 인도, 일본은 유사한 글로벌 또는 지역 시스템을 이미 배치했거나 곧 배치할 예정이다.

## 기술 설계
GNSS 장치는 민감도, 속도, 다경로 전파에 대한 취약성 및 기타 성능 매개변수가 다양하다. 고감도 수신기는 대규모 상관기 뱅크와 디지털 신호 처리를 사용하여 신호를 매우 빠르게 검색한다. 이는 신호가 정상적인 수준(예: 실외)일 때 매우 빠른 최초 위치 확인 시간을 제공한다. 신호가 약한 경우(예: 실내)에는 추가 처리 능력을 사용하여 약한 신호를 통합하여 위치 또는 시간 솔루션을 제공하는 데 사용할 수 있다.
GNSS 신호는 지구 표면에 도달할 때 이미 매우 약하다. GPS 위성은 지구 20,200km 궤도에서 27W(14.3 dBW)만 전송한다. 신호가 사용자 수신기에 도달할 때쯤에는 일반적으로 -160 dBW만큼 약하며, 이는 100 아토와트(10−16W)와 같다. 이는 대역폭 내의 열 잡음 수준보다 훨씬 낮다. 실외에서 GPS 신호는 일반적으로 -155 dBW 수준(-125 dBm)이다.

### 민감도
기존 GPS 수신기는 수신된 GPS 신호를 완전한 C/A 코드 주기의 지속 시간과 동일한 시간(1ms) 동안 통합한다. 그 결과 약 -160 dBW 수준까지 신호를 획득하고 추적할 수 있다. 고감도 GPS 수신기는 수신 신호를 이보다 최대 1,000배 더 오래 통합할 수 있으므로 최대 1,000배 약한 신호를 획득할 수 있으며, 그 결과 30 dB의 통합 이득을 얻는다. 우수한 고감도 GPS 수신기는 -185 dBW까지 신호를 획득할 수 있으며, -190 dBW에 가까운 수준까지 추적을 계속할 수 있다.
고감도 GPS는 모든 실내 위치는 아니지만 많은 실내 위치에서 위치를 제공할 수 있다. 신호는 건축 자재에 의해 심하게 감쇠되거나 다경로에서와 같이 반사된다. 고감도 GPS 수신기가 최대 30 dB 더 민감하다는 점을 고려할 때, 이는 예를 들어 마른 벽돌 3겹 또는 철근 콘크리트 최대 20cm(8인치)를 통과하여 추적하기에 충분하다. 고감도 수신기 칩의 예로는 SiRFstarIII 및 미디어텍의 MTK II가 있다.
항공 분야에서는 목적지 공항의 접근 모드로 GPS 수신기를 "무장"시킬 수 있는데, 항공기가 30 nmi (56 km; 35 mi) 내에 들어오면 수신기 감도가 항로(±5 nm) 및 RAIM(±2 nm)에서 터미널(±1 nm)로 자동으로 변경되고, 최종 접근 지점 도달 2 nmi 전에는 다시 ±0.3 nm로 변경된다.

## 순차 수신기
순차 GPS 수신기는 일반적으로 하나 또는 두 개의 하드웨어 채널을 사용하여 필요한 위성을 추적한다. 이 장치는 한 번에 하나의 위성을 추적하고 측정을 시간 태그하며, 네 개의 위성 의사 거리가 모두 측정되면 이를 결합한다. 이러한 수신기는 사용 가능한 것 중 가장 저렴하지만, 높은 동적 환경에서 작동할 수 없으며 최초 위치 확인 시간(TTFF) 성능이 가장 느리다.

## 종류
소비자용 GNSS 내비게이션 장치에는 다음이 포함된다:
- 전용 GNSS 내비게이션 장치
- 사용하려면 컴퓨터에 연결해야 하는 모듈
- 다운로드를 위해 여행 정보를 기록하는 로거. 이러한 GPS 추적은 개척, 등산객 및 자전거 이용자의 매핑, 지오코딩된 사진 제작에 유용하다.
- 위성 항법 전화 및 지오태깅 카메라를 포함한 통합 장치. 여기서 GNSS는 장치의 주요 목적이 아니라 기능이다. 대부분의 GNSS 장치는 이제 통합 장치이며, A-GPS 또는 독립형(네트워크 비의존성) 또는 둘 다를 사용할 수 있다. 소비자용 GNSS가 계획된 무선 데이터 서비스의 무선 주파수 간섭에 취약하다는 점은 논란의 여지가 있다.

### 전용 GNSS 내비게이션 장치

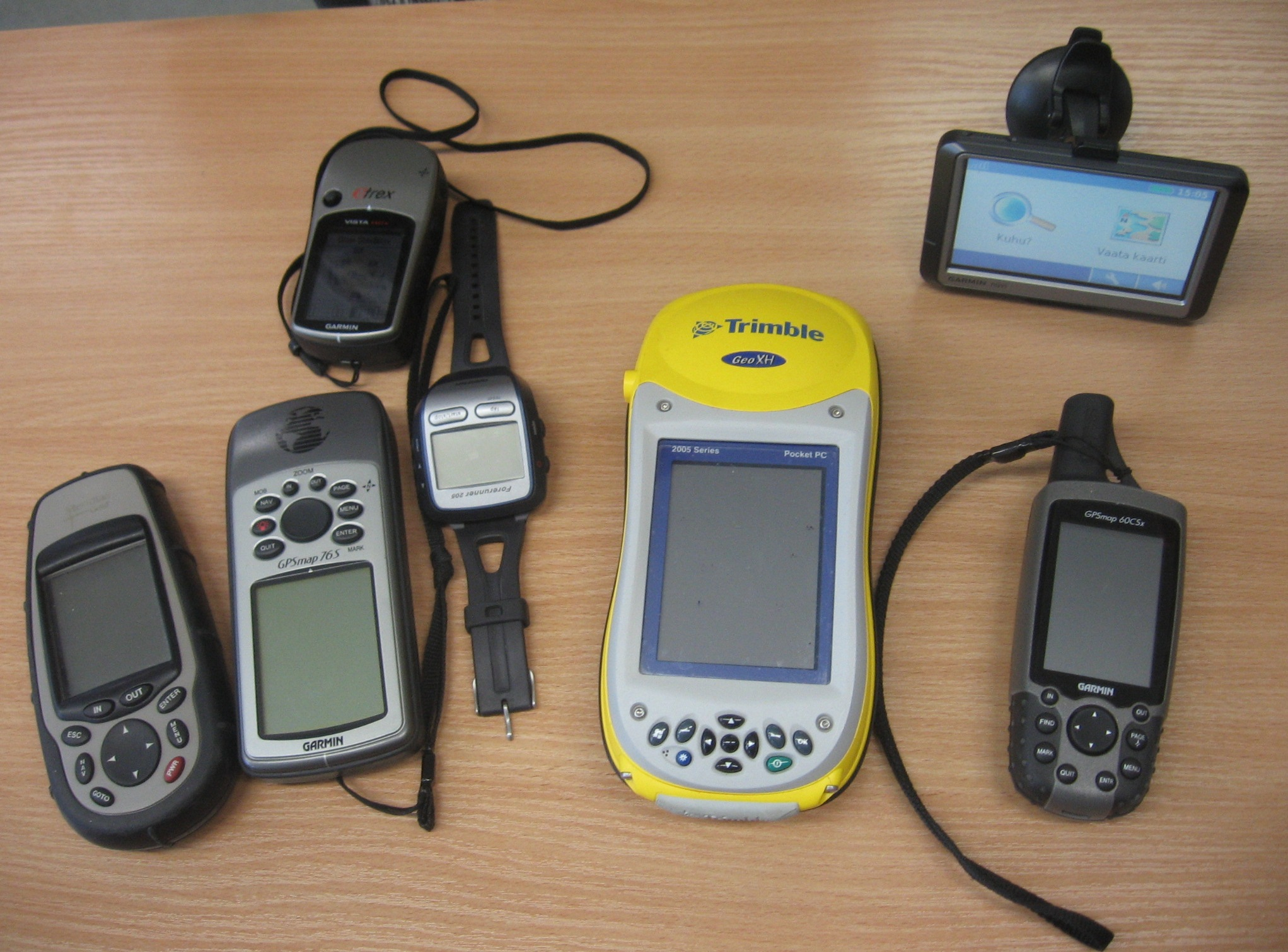
휴대용 수신기

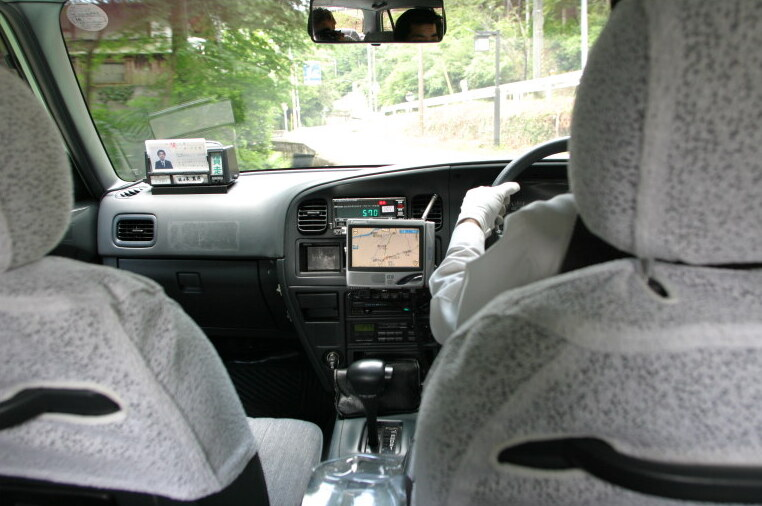
GPS가 장착된 일본의 택시

전용 장치는 다양한 이동성을 제공한다. 휴대용, 야외용 또는 스포츠 수신기는 몇 시간 동안 작동할 수 있는 교체 가능한 배터리를 사용하여 하이킹, 자전거 여행 및 전원으로부터 멀리 떨어진 기타 활동에 적합하다. 이들의 디자인은 인간공학적이며, 화면은 작고, 일부는 전력 절약을 위해 컬러를 표시하지 않는다. 일부는 반투과형 액정 디스플레이를 사용하여 밝은 햇빛에서도 사용할 수 있다. 케이스는 견고하며 일부는 방수 기능을 갖추고 있다.
모바일이라고 불리는 다른 수신기는 주로 차량 내에서 사용하도록 고안되었지만, 차량에서 떨어져 한두 시간 동안 전원을 공급할 수 있는 작은 충전식 내부 배터리를 가지고 있다. 차량에서 사용하기 위한 특수 목적 장치는 영구적으로 설치될 수 있으며 전적으로 차량의 전기 시스템에 의존한다. 이들 중 다수는 터치스크린을 입력 방식으로 사용한다. 지도는 메모리 카드에 저장할 수 있다. 일부는 기본적인 음악 플레이어, 이미지 뷰어 및 비디오 플레이어와 같은 추가 기능을 제공한다.
초기 수신기의 사전 설치된 임베디드 소프트웨어는 지도를 표시하지 않았다. 21세기 수신기는 일반적으로 관심 지점, 경로 정보 및 단계별 길 안내를 표시하는 대화형 거리 지도(특정 지역)를 보여주며, 종종 "음성 합성"이라는 기능을 통해 음성 형태로 제공된다.
제조업체는 다음과 같다:
- 내브맨 제품
- 톰톰 제품
- 가르민 제품
- 미오 제품
- 내비곤 제품
- 마젤란 내비게이션 소비자 제품
- 새트맵 시스템즈 주식회사
- 텔레타입 제품

### 스마트폰 통합
거의 모든 스마트폰에는 이제 GNSS 수신기가 통합되어 있다. 이는 소비자 요구와 서비스 제공업체 모두에 의해 추진되었다. 이제 내비게이션 보조 장치와 같은 위치 서비스를 기반으로 하는 많은 전화 앱이 있으며, 지역 광고와 같은 여러 상업적 기회가 있다. 초기 개발 단계에서는 유럽과 미국의 응급 서비스가 발신자 위치를 찾는 데 도움을 주기 위해 사용자 위치 서비스에 대한 접근이 추진되었다.
모든 스마트폰 운영 체제는 데이터 연결이 필요한 무료 매핑 및 내비게이션 서비스를 제공한다. 일부는 지도를 미리 구매하고 다운로드할 수 있도록 허용하지만, 데이터 연결에 의존하는 지도를 어차피 캐시할 수 있으므로 이에 대한 수요는 감소하고 있다. 많은 내비게이션 애플리케이션이 있으며 새로운 버전이 지속적으로 도입되고 있다. 주요 앱으로는 데이터 연결이 필요한 구글 지도 내비게이션, 애플 지도, 웨이즈가 있으며, 캐시된 지도를 사용하고 데이터 연결 없이 작동할 수 있는 안드로이드용 iGo, 매버릭 및 윈도우 폰용 HERE가 있다. 결과적으로 거의 모든 스마트폰이 이제 개인 정보 단말기 자격을 갖추고 있다.
내비게이션 장치로서 휴대폰의 사용은 독립형 GNSS 장치의 사용을 능가했다. 2009년 독립 분석 회사 Berg Insight는 미국에서만 GNSS 지원 GSM/WCDMA 핸드셋이 1억 5천만 대에 달하며, 독립형 GNSS 수신기 판매량은 4천만 대에 불과하다고 밝혔다.
A-GPS는 위성 데이터와 셀 타워 데이터를 결합하여 최초 위치 확인 시간을 단축하고, 주기적으로 위성 천체력(almanac)을 다운로드할 필요성을 줄이며, 대형 건물 근처에서 위성 신호가 방해받을 때 위치를 해결하는 데 도움을 준다. 셀 타워 범위 밖에 있을 때 A-GPS를 사용하는 휴대폰의 위치 성능이 저하될 수 있다. A-GPS 기반 하이브리드 포지셔닝 시스템을 갖춘 휴대폰은 GPS 신호가 불충분할 때 셀 타워 삼각 측량 및 와이파이 핫스팟 위치를 통해 위치 고정을 유지할 수 있다. 대부분의 스마트폰은 셀 타워 범위 밖에 있을 때 GPS 고정을 가속화하기 위해 온라인 상태일 때 위성 천체력을 다운로드한다.
일부 구형 자바 지원 휴대폰은 통합 GPS가 없어도 직렬 또는 블루투스 연결을 통해 외부 GPS 수신기를 사용할 수 있지만, 현재는 이러한 필요성이 드물다.
테더링을 통해 일부 휴대폰은 랩톱에도 위치 서비스를 제공할 수 있다.

### 팜, 포켓 및 랩톱 PC
소프트웨어 회사들은 랩톱 컴퓨터에서 차량 내 사용을 위한 GPS 내비게이션 소프트웨어 프로그램을 제공해왔다. 랩톱에서 GPS를 사용하는 이점은 더 큰 지도 개요, 키보드를 사용하여 GPS 기능을 제어하는 능력, 그리고 일부 랩톱용 GPS 소프트웨어는 중간 경유지, 대체 경치 좋은 경로 및 고속도로 옵션만 찾는 기능과 같은 다른 플랫폼에서는 사용할 수 없는 고급 여행 계획 기능을 제공한다는 점이다.
팜과 포켓 PC도 GPS 내비게이션을 장착할 수 있다. 포켓 PC는 자체 운영 체제를 가지고 있고 다른 응용 프로그램을 실행할 수도 있다는 점에서 전용 내비게이션 장치와 다르다.

### GPS 모듈

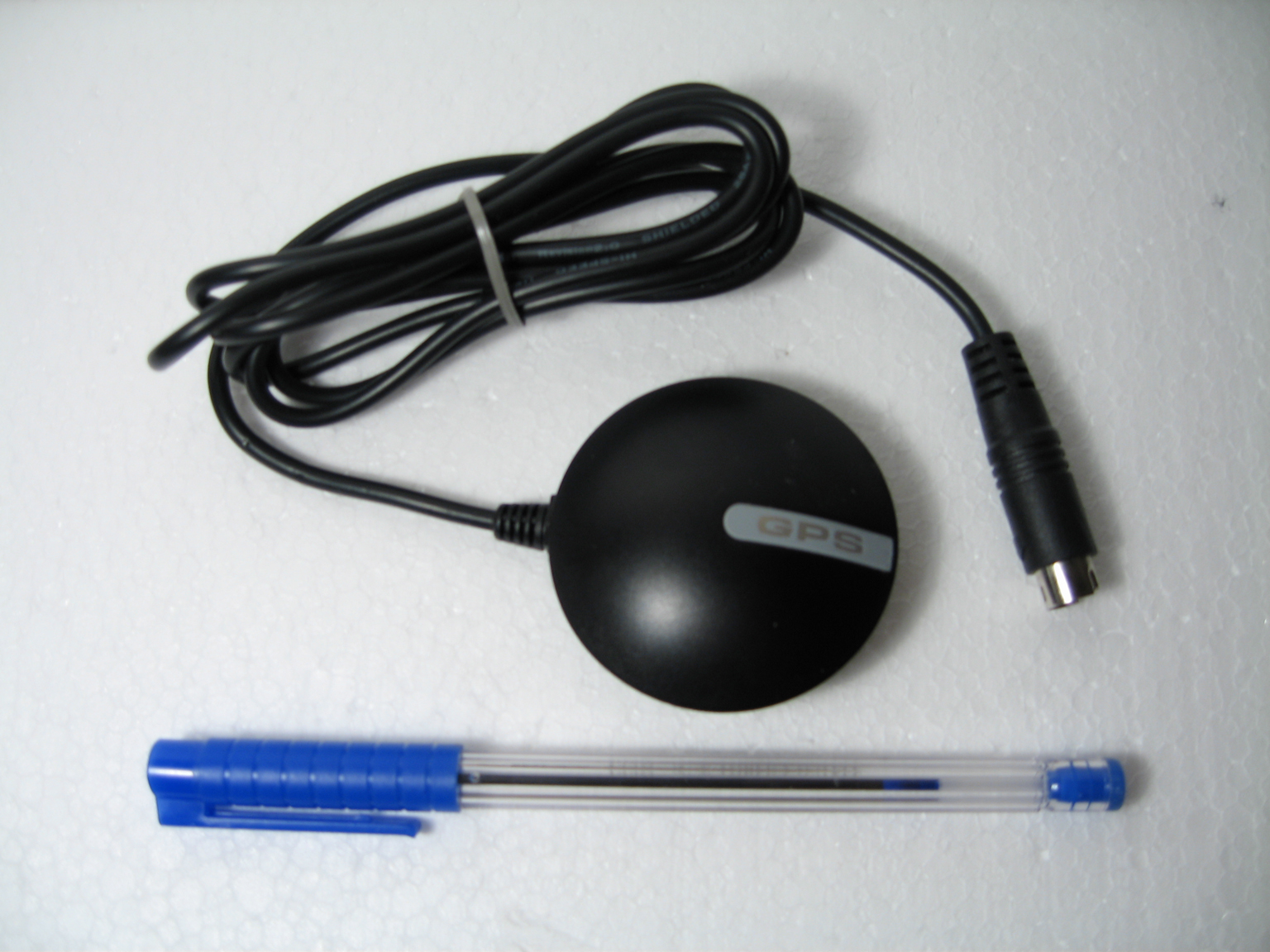
WAAS/EGNOS를 지원하는 현대적인 SiRFstarIII 칩 기반 20채널 GPS 수신기

다른 GPS 장치는 작동하려면 컴퓨터에 연결해야 한다. 이 컴퓨터는 가정용 컴퓨터, 랩톱, PDA, 디지털 카메라 또는 스마트폰일 수 있다. 컴퓨터 유형 및 사용 가능한 커넥터에 따라 직렬 또는 USB 케이블, 블루투스, 콤팩트플래시, SD 카드, PCMCIA 및 최신 ExpressCard를 통해 연결할 수 있다. 일부 PCMCIA/ExpressCard GPS 장치에는 무선 모뎀도 포함되어 있다.
장치에는 일반적으로 사전 설치된 GPS 내비게이션 소프트웨어가 제공되지 않으므로, 구매 후 사용자가 직접 소프트웨어를 설치하거나 작성해야 한다. 사용자가 사용할 소프트웨어를 선택할 수 있으므로 개인 취향에 더 잘 맞출 수 있다. PC 기반 GPS 수신기에 내비게이션 소프트웨어 모음이 번들로 제공되는 경우가 매우 흔하다. 또한 소프트웨어 모듈은 완전한 독립형 시스템보다 훨씬 저렴하다(€50~€100 정도). 구글 지도와 같은 소프트웨어를 사용하는 경우 소프트웨어에는 특정 지역 또는 전 세계 지도가 포함될 수 있다.
일부 아마추어들도 위성 항법 장치를 만들고 그 설계도를 오픈 소스로 공개했다. Elektor GPS 장치가 그 예이다. 이들은 SiRFstarIII 칩을 기반으로 하며 상업용 제품과 비교할 수 있다. 다른 칩 및 소프트웨어 구현도 가능하다.

## 응용 분야

### 차량 내비게이션
차량 자동 항법 장치는 GNSS 시스템에서 위치를 받아 설치된 소프트웨어에 따라 다음 서비스를 제공할 수 있다:
- 거리 지도를 포함한 매핑(텍스트 또는 그래픽 형식)
- 텍스트 또는 음성 형태의 좌회전/우회전 내비게이션 길 안내
- 무인 자동차에 직접 전달되는 길 안내
- 교통 체증 지도, 과거 또는 실시간 데이터, 그리고 제안된 대체 길 안내
- 레스토랑, 주유소, 관광 명소 등 주변 편의 시설 정보
- 대체 경로.

### 항공
비행사들은 항법과 비행 안전 및 효율성 향상을 위해 위성 항법을 사용한다. 이를 통해 조종사는 지상 기반 항법 보조 장치에 의존하지 않고도 더욱 효율적인 경로를 이용할 수 있으며, 지상 기반 항법 및 감시 장비가 부족한 공항으로의 항법을 가능하게 한다. 이제 위성이 증강되어 시야가 좋지 않은 상황에서도 안전하게 착륙할 수 있도록 조종사에게 더 선명한 시야를 제공하는 GPS 장치도 있다. GPS에는 이제 두 가지 새로운 신호가 만들어졌는데, 하나는 하늘에서 중요한 상황에 도움을 주기 위한 것이고 다른 하나는 GPS를 더욱 견고한 항법 서비스로 만들 것이다. 많은 비행 서비스에서 이제 GPS 사용을 필수 서비스로 지정했다. 상업 항공 응용 분야에는 위치를 계산하고 해당 정보를 대형 다중 입력 항법 컴퓨터에 공급하여 오토파일럿, 조종사에게 코스 정보 및 보정 디스플레이, 코스 추적 및 기록 장치를 제공하는 GNSS 장치가 포함된다.

### 군사
군사적 응용 분야는 보병(지휘관 및 일반 병사), 소형 차량 및 선박을 위한 소비자 스포츠 제품과 유사한 장치, 그리고 항공기 및 미사일을 위한 상업 항공 응용 분야와 유사한 장치를 포함한다. 예를 들어 미국군의 사령관 디지털 보조 장치와 병사 디지털 보조 장치가 있다. 2000년 5월 이전에는 군대만이 GPS의 완전한 정확도에 접근할 수 있었다. 소비자 장치는 선택적 가용성(SA)에 의해 제한되었는데, 이는 단계적으로 폐지될 예정이었으나 클린턴 대통령에 의해 갑자기 제거되었다. 차분 GPS는 SA의 오차를 상쇄하고 GPS 정확도를 향상시키는 방법으로, 골프 카트와 같은 상업적 응용 분야에서 일상적으로 사용되어 왔다. GPS는 SA가 없어도 약 15미터 정확도에 불과하다. DGPS는 몇 센티미터 이내의 정확도를 가질 수 있다.

## 위험성

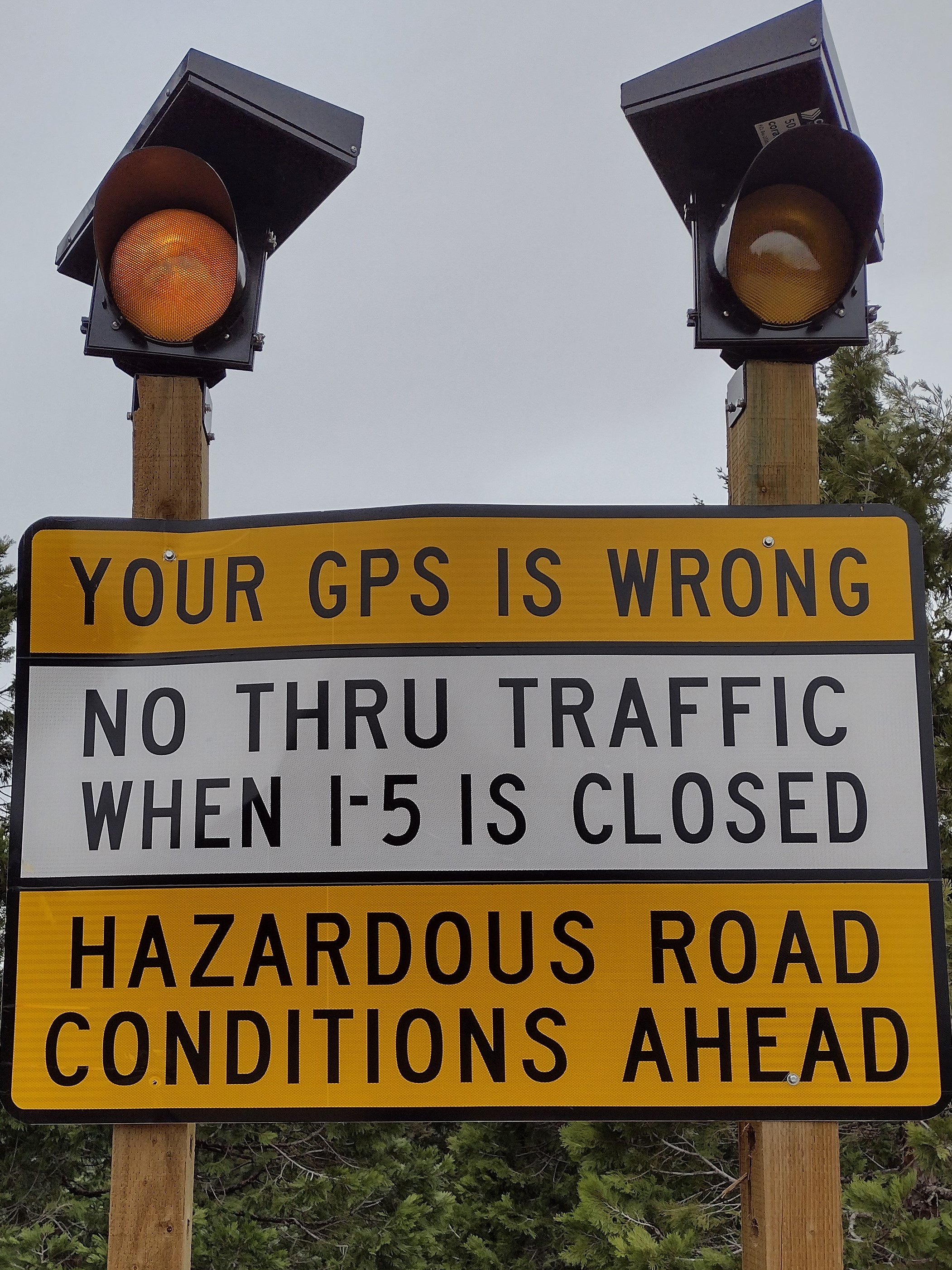
위성 항법 장치는 모든 조건을 고려하지 못하기 때문에 불가능한 경로를 제안할 수 있다.

GPS 지도와 길 안내는 가끔 부정확하다. 일부 사람들은 최단 경로를 물어보다가 길을 잃기도 했다. 오리건주의 브래드 프레스턴은 자신의 위성 항법 장치가 자신의 사유지를 통과하는 도로를 보여주기 때문에 일주일에 다섯 번에서 여덟 번 사람들이 자신의 진입로로 들어온다고 주장한다. 다른 위험으로는 골목이 도로로, 차선이 도로로 식별되는 경우, 또는 철로가 도로로 표시되는 경우가 있다.

### 개인 정보 보호 문제
위성 항법 장치를 장착한 휴대용 장치(예: 휴대폰)가 관련 소프트웨어를 통해 사용자 지리 위치 데이터를 업로드하는 경우 사용자 프라이버시가 침해될 수 있다. 사용자 지리 위치는 현재 구글 지도와 같은 내비게이션 앱, 인근 상점을 홍보할 수 있는 위치 기반 광고, 그리고 광고 대행사가 향후 사용을 위해 사용자 이동 및 습관을 추적할 수 있도록 하는 기반이 된다. 규제 기관은 지리 위치 데이터의 특권성 여부에 대해 국가마다 다르다. 특권 데이터는 사용자 동의 없이 저장되거나 다른 방식으로 사용될 수 없다.
차량 추적 시스템은 고용주가 직원의 위치를 추적하여 직원의 사생활 침해에 대한 문제를 제기할 수 있게 한다. 직원이 사생활 중 비번일 때 고용주가 지리 위치 데이터를 계속 수집한 사례도 있다.
렌터카 서비스는 동일한 기술을 사용하여 고객을 지불한 지역으로 지리적 경계 설정하고 위반 시 추가 요금을 부과할 수 있다. 2010년, 뉴욕 시민 자유 연합은 마이클 커닝햄의 차량에 부착된 위성 항법 장치를 사용하여 그의 일상 활동과 위치를 추적한 후 그를 해고한 노동부를 상대로 소송을 제기했다. 사설 탐정들은 심어둔 GPS 장치를 사용하여 고객에게 대상의 움직임에 대한 정보를 제공한다.

## 같이 보기
- 웹 지도 서비스 비교
- 대시캠
- 헤드 유닛
- GPS 시계
- 전파 시계
- 턴바이턴 내비게이션